# بورونيدو
بورونيدو، (بالإنجليزية: Boroneddu)‏، هي بلدية، في مقاطعة أوريستانو في إقليم سردينيا الإيطالي، وتقع على بعد حوالي 100 كيلومتر (62 ميل) إلى الشمال من كالياري وحوالي 35 كم (22 ميل) شمال شرق أوريستانو. اعتبارا من 31 ديسمبر 2004 ، كان عدد سكانها 179 ومساحة 4.6 كيلومتر مربع (1.8 ميل مربع).

## السكان
في سنة 1861 بلغ عدد السكان 190 نسمة، وتطور العدد ليصل في سنة 2011 لـ 165 نسمة.
يظهر هذا المخطط البياني تطور النمو السكاني لـ بورونيدو